# NGC 4907
NGC 4907 هي مجرة حلزونية تبعد حوالي 270 مليون سنة ضوئية تقع في كوكبة الهلبة (كوكبة). تصنف على أنها مجرة لينر. تم اكتشافه من قبل عالم الفلك هاينريش دي أريست في 5 مايو 1864. المجرة هي عضو في عنقود كوما المجري.

## وصلات خارجية
- NGC 4907 على موقع ويكي سكاي: DSS2, SDSS, GALEX, IRAS, Hydrogen α, X-Ray, Astrophoto, Sky Map, Articles and images